# Oslo flygplats, Gardermoen

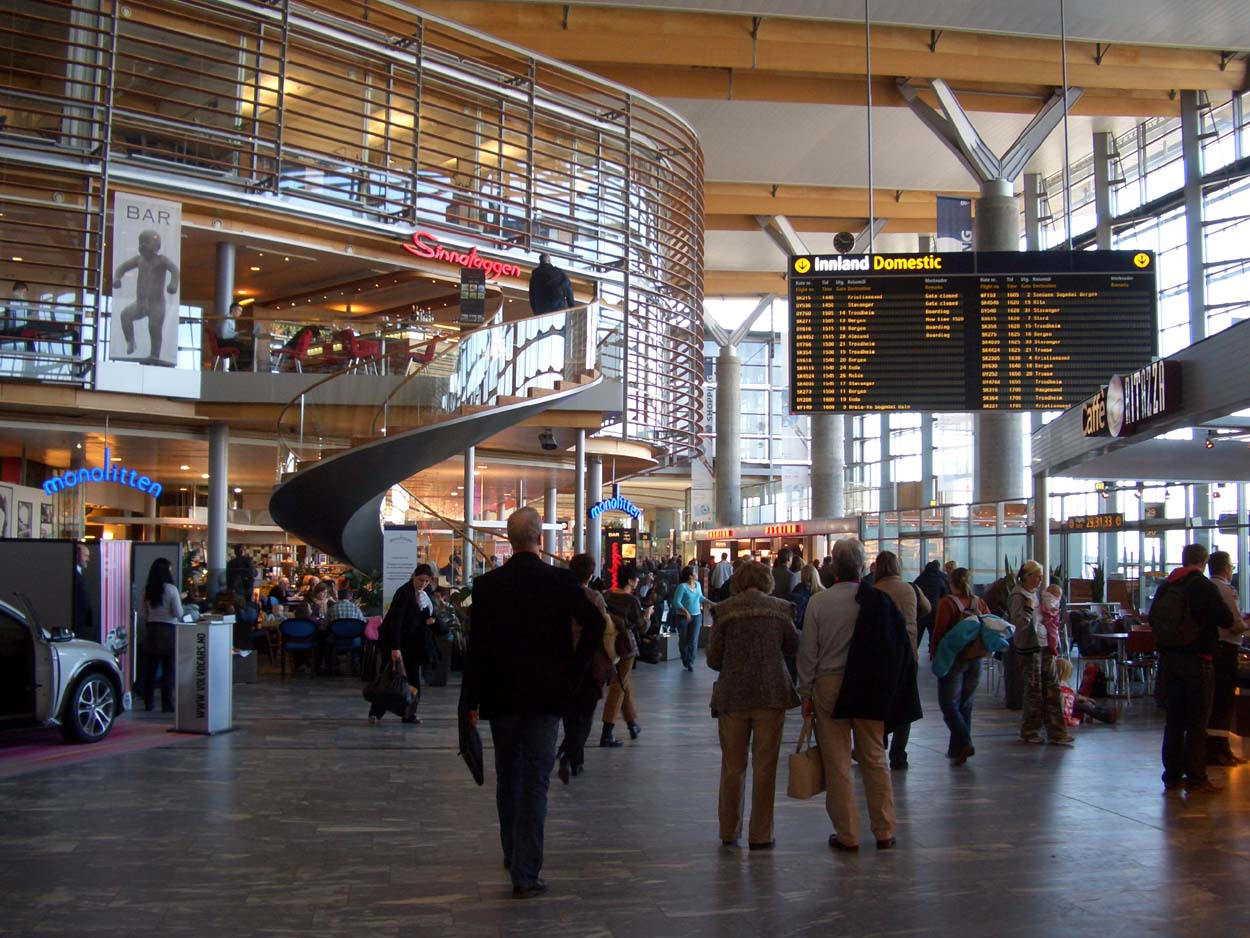

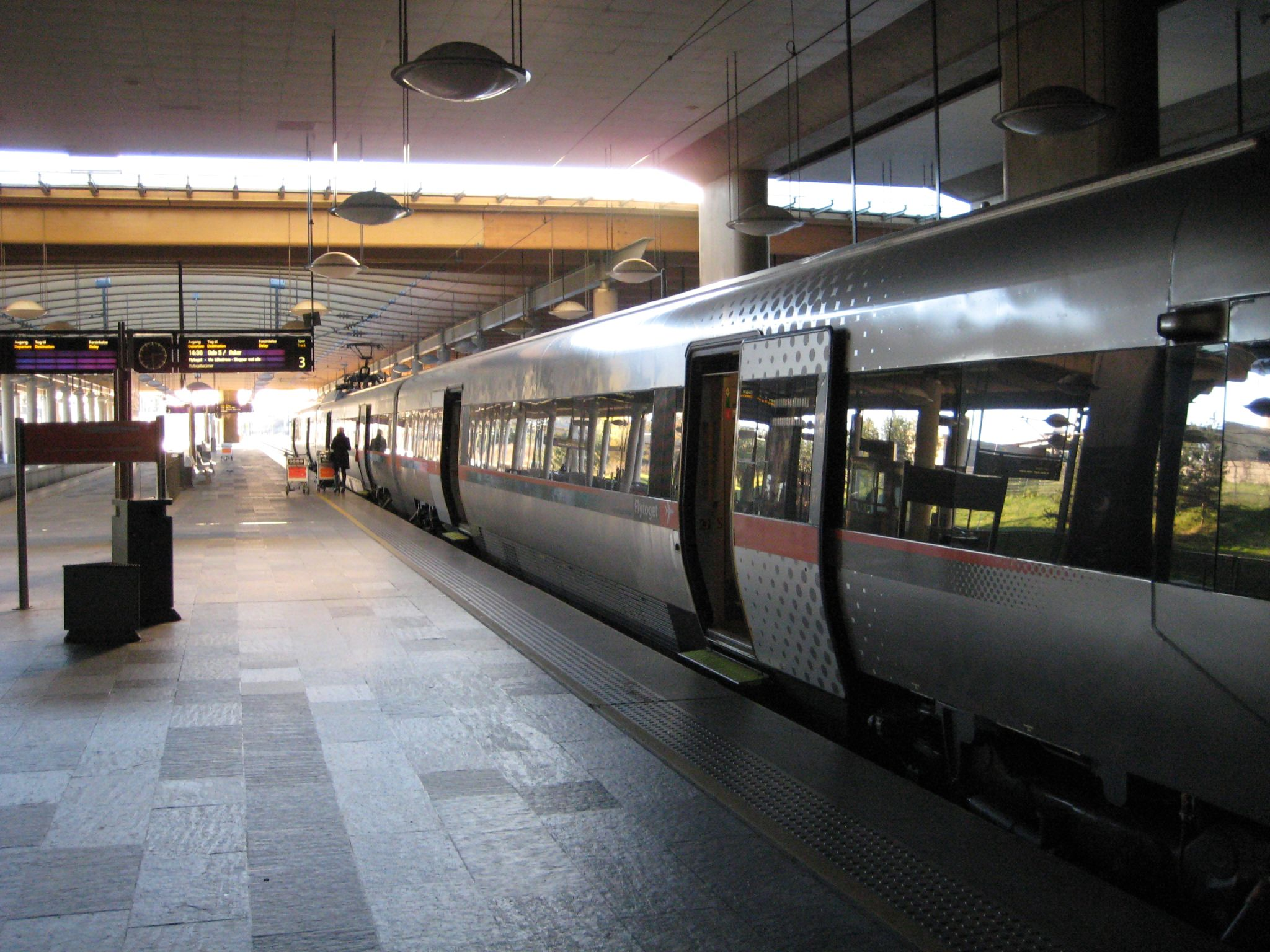
Flytoget vid Oslo Lufthavn stasjon

Oslo flygplats, Gardermoen (norska: Oslo lufthavn, Gardermoen) (IATA: OSL, ICAO: ENGM) är Oslos internationella flygplats sedan 8 oktober 1998 då den tidigare huvudflygplatsen, Fornebu, stängdes. Sedan andra världskriget har här funnits ett militärt flygfält som till större delen gjorts om till en internationell flygplats. Det användes under åtskilliga år till långdistans- och charterflygningar, till exempel USA/Kanarieöarna då Fornebus banor var för korta för stora fulltankade plan och även som reservflygplats när Fornebu hade dimma.
Flygplatsen ligger på gränsen mellan Nannestads och Ullensakers kommun i Romerike omkring 48 kilometer norr om Oslo och arkitekt var Niels Torp. År 2024 flög 26 miljoner passagerare till eller från flygplatsen, som gör den till Nordens näst största flygplats efter Köpenhamns flygplats. Den är en viktig flygplats för SAS och Norwegian Air Shuttle.
Gardermoen har Europas största taxfreebutik. Eftersom Norge inte är med i EU får man sälja taxfree-varor vid alla internationella flygningar, och även till ankommande resenärer. Priserna är jämförbara med dem i större butiker i Tyskland och Frankrike (inklusive lokala skatter).
Det går järnväg som trafikeras av Flytoget (dedikerade flygtåg), fjärrtåg och regionaltåg mellan flygplatsen och Oslo. Både motorväg E6 och motorväg E16 går genom Gardermoen.

## Galleri

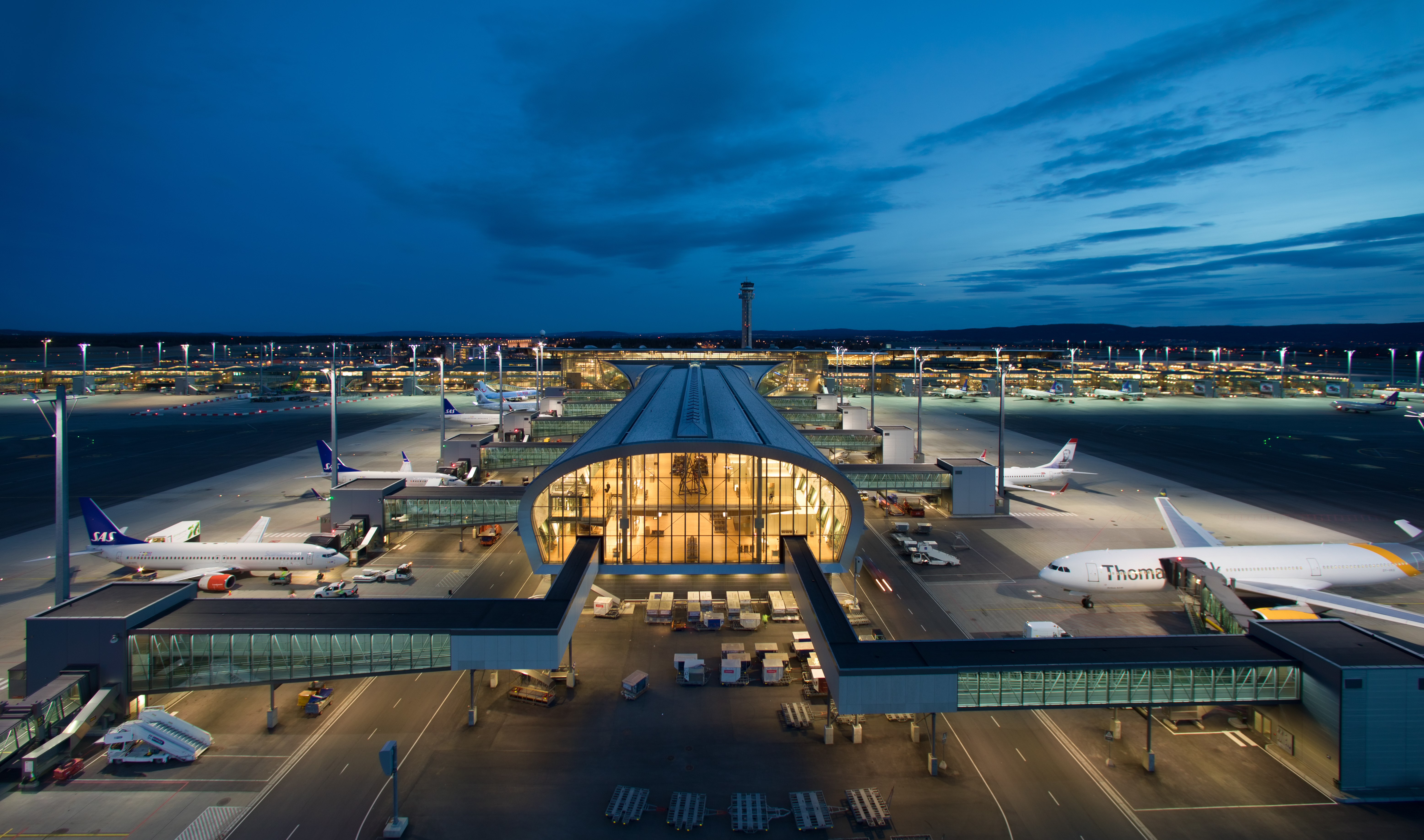
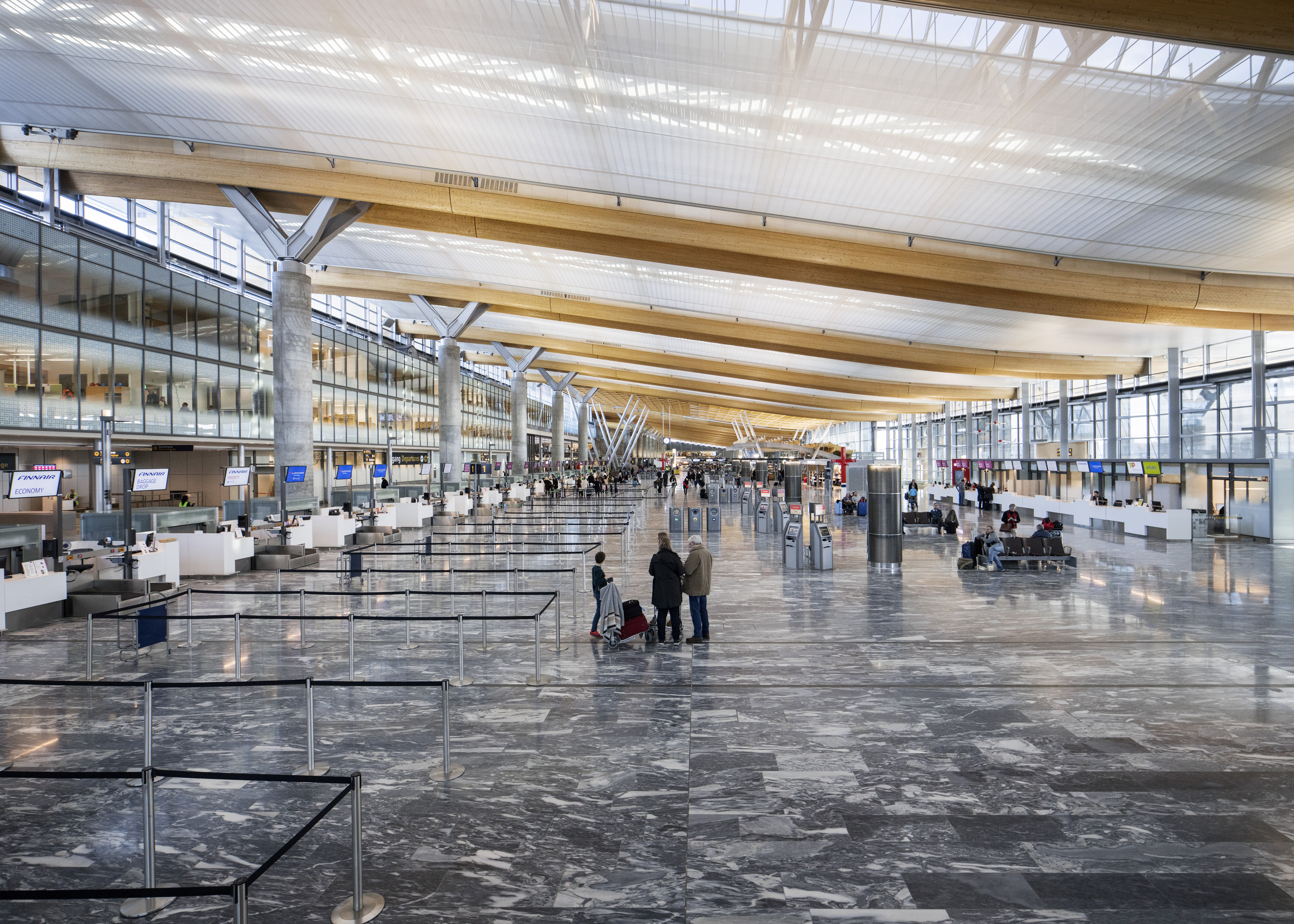
Check-in hall
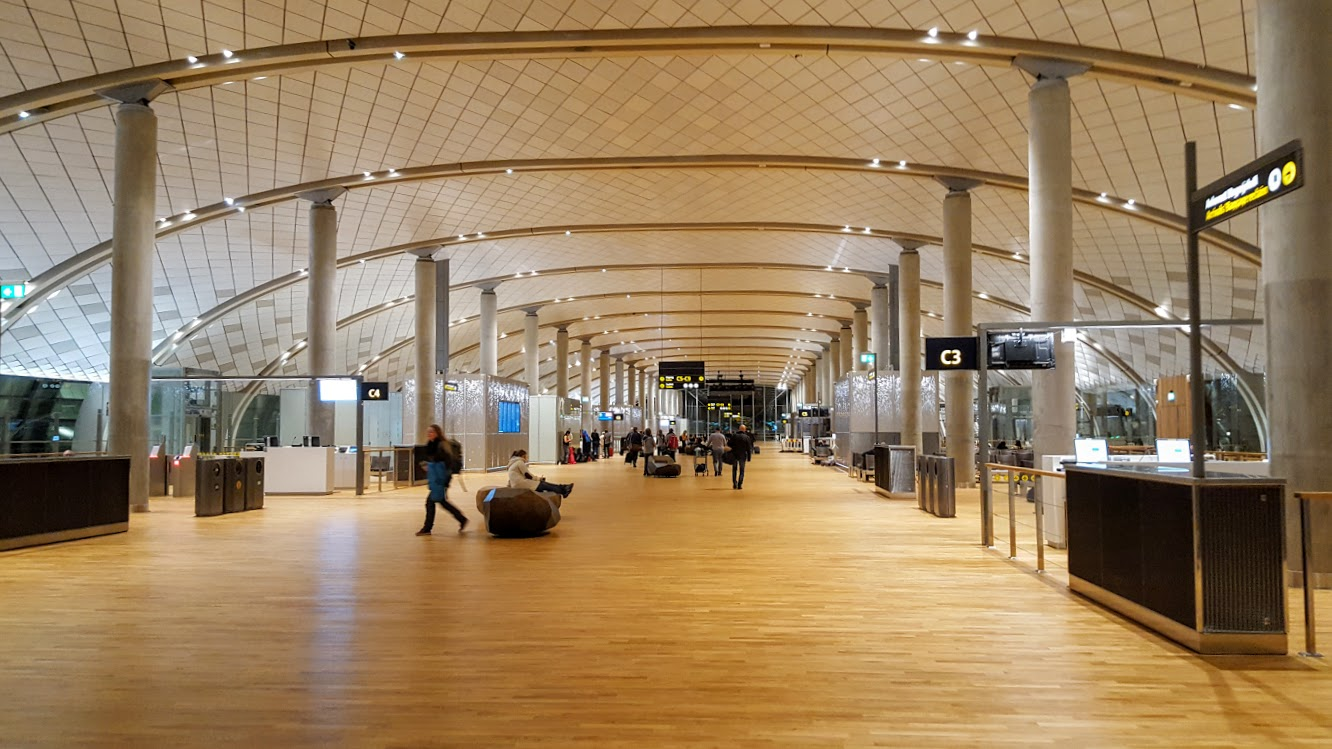

## Antal resande
| År   | Antal passagerare | Förändring |
| ---- | ----------------- | ---------- |
| 1999 | 14,1 miljoner     | –          |
| 2000 | 14,2 miljoner     | 0,7 %      |
| 2001 | 14,0 miljoner     | −1,4 %     |
| 2002 | 13,4 miljoner     | −4,3 %     |
| 2003 | 13,6 miljoner     | 1,5 %      |
| 2004 | 14,9 miljoner     | 9,6 %      |
| 2005 | 15,9 miljoner     | 6,7 %      |
| 2006 | 17,7 miljoner     | 11,2 %     |
| 2007 | 19,0 miljoner     | 7,8 %      |
| 2008 | 19,3 miljoner     | 1,6 %      |
| 2009 | 18,0 miljoner     | -6,7%      |
| 2010 | 19,0 miljoner     | 5,6%       |
| 2011 | 21,1 miljoner     | 11,1%      |
| 2012 | 22,0 miljoner     | 4,3%       |
| 2013 | 22,9 miljoner     | 4,1%       |
| 2014 | 24,2 miljoner     | 5,7%       |
| 2015 | 24,6 miljoner     | 1,7%       |

## Destinationer

### Inrikes
| Flygbolag             | Destinationer |
| --------------------- | --- |
| Norwegian Air Shuttle | Alta, Bardufoss, Bergen, Bodø, Harstad/Narvik, Haugesund, Kirkenes, Kristiansand, Molde, Stavanger, Tromsø, Trondheim, Ålesund                            |
| Danish Air Transport  | Florø |
| DOT LT                | Røros |
| Eastern Airways       | Stavanger |
| Scandinavian Airlines | Alta, Bardufoss, Bergen, Bodø, Harstad/Narvik, Haugesund, Kirkenes, Kristansand, Kristiansund, Longyearbyen, Molde, Stavanger, Tromsø, Trondheim, Ålesund |
| Widerøe               | Brønnøysund, Florø, Førde, Sandane, Sandnessjøen, Sogndal, Ørsta/Volda                                                                                    |

### Utrikes
| Flygbolag                                          | Destinationer |
| -------------------------------------------------- | --- |
| airBaltic                                          | Riga |
| Air France                                         | Paris-Charles de Gaulle |
| Arkia Airlines                                     | Tel Aviv |
| Austrian Airlines                                  | Wien |
| British Airways                                    | London-Heathrow |
| British Airways (utförs av Sun-Air of Scandinavia) | Ålborg, Århus, Billund |
| Brussels Airlines                                  | Bryssel |
| Eastern Airways                                    | Aberdeen |
| Finnair                                            | Helsingfors |
| Icelandair                                         | Reykjavík-Keflavík |
| KLM                                                | Amsterdam |
| Lufthansa                                          | Frankfurt, München, Berlin |
| Lufthansa Regional (utförs av Lufthansa CityLine)  | Düsseldorf, Hamburg, München |
| Meridiana                                          | Olbia |
| Norwegian Air Shuttle                              | Alicante, Amsterdam, Antalya, Barcelona, Belgrad, Berlin-Schönefeld, Bordeaux, Budapest, Burgas, Chania, Köpenhamn, Dubai, Dublin, Dubrovnik, Düsseldorf, Edinburgh, Faro, Gdansk, Genève, Hamburg, Heraklion, Ibiza, Korfu, Kos, Krakow, Lanzarote, Larnaca, Las Palmas de Gran Canaria, London-Gatwick, Málaga, Murcia, München, Nice, Palma de Mallorca, Paris-Orly, Pisa, Prag, Rhodos, Riga, Rijeka, Rom-Fiumicino, Salzburg, Santorini, Sharm el-Sheikh, Split, St Petersburg, Stockholm-Arlanda, Szczecin, Tallinn, Teneriffa-Syd, Varna, Venedig-Marco Polo, Wien, Vilnius, Warszawa, Wrocław |
| Pakistan International Airlines                    | Köpenhamn, Islamabad, Lahore |
| Qatar Airways                                      | Doha |
| Scandinavian Airlines                              | Aberdeen, Alicante, Amsterdam, Athen, Barcelona, Berlin, Bryssel, Budapest, Dublin, Düsseldorf, Faro,Frankfurt, Gdansk, Köpenhamn, Las Palmas de Gran Canaria, Lissabon, London-Heathrow, Manchester, Milano-Malpensa, Moskva, München, New York-Newark, Nice, Paris-Charles de Gaulle, Prague, Reykjavík-Keflavík, Rom-Fiumicino, Stockholm-Arlanda, Zürich |
| SATA International                                 | Ponta Delgada |
| SunExpress                                         | Izmir |
| Swiss International Airlines                       | Zürich |
| TAP Air Portugal                                   | Lissabon |
| Thai Airways International                         | Bangkok-Suvarnabhumi |
| Turkish Airlines                                   | Istanbul-Atatürk |
| United Airlines                                    | New York-Newark |
| Vueling                                            | Barcelona |
| Widerøe                                            | Bornholm [säsong], Göteborg-Landvetter, Sumburgh [säsong], Visby [säsong] |

### Charter
| - Burgas (SAS) - Varna (Thomas Cook) - Dalaman (Cyprus Turkish Airlines) - Larnaca (Novair, Thomas Cook, TUIfly Nordic) - Hurghada (Thomas Cook) - Sharm el-Sheikh (Air Cairo) - Bastia (SAS) - Alghero-Fertilia flygplats (SAS) - Genua (SAS) - Chania (Novair, Thomas Cook) - Chios (SAS) - Heraklion (Novair, Thomas Cook) | - Kalamata (SAS) - Karpathos (Thomas Cook) - Kavala (Novair, Thomas Cook) - Kefalinia (Novair) - Korfu (Thomas Cook) - Kos (Thomas Cook) - Mytilene (Novair, SAS) - Preveza (Novair) - Samos (TUIfly Nordic) - Skiathos (Novair, Thomas Cook) - Thessaloníki (SAS) | - Zakynthos (Novair) - Tivat (SAS) - Funchal (Norwegian) - Ponta Delgada (Primera Air) - Gran Canarias flygplats (Thomas Cook, TUIfly Nordic) - Palma (Iber World Airlines, Thomas Cook, TUIfly Nordic) - Split (Novair, Scandinavian Airlines och Malmö Aviation) - Teneriffa (Iber World Airlines) - Phuket (TUIfly Nordic) - Monastir (Nouvelair, SAS) - Antalya (SAS, Thomas Cook, TUIfly Nordic) - Izmir (SAS) |